# Alois Schönburg-Hartenstein

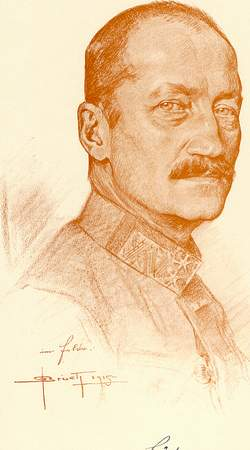
Alois Schönburg-Hartenstein.

Eduard Alois Maria Alexander Konrad Schönburg-Hartenstein, född 21 november 1858 i Karlsruhe, död 20 september 1944 i Hartenstein, var en österrikisk furste och militär.
Schönburg blev 1878 officer vid kavalleriet, avgick 1897 ur aktiv tjänst som överstelöjtnant vid generalstaben, blev 1901 överste i reserven och 1909 generalmajor ur tjänst. Vid första världskrigets utbrott 1914 blev han brigadchef och samma år fältmarskalklöjtnant och infanterifördelningschef. År 1916 blev han general av kavalleriet och armékårschef (italienska fronten) samt i juni 1918 chef för sjätte armén (Piave), som han förde till krigets slut. I november samma år blev han generalöverste och i december pensionerad. 